# Juraj Galan

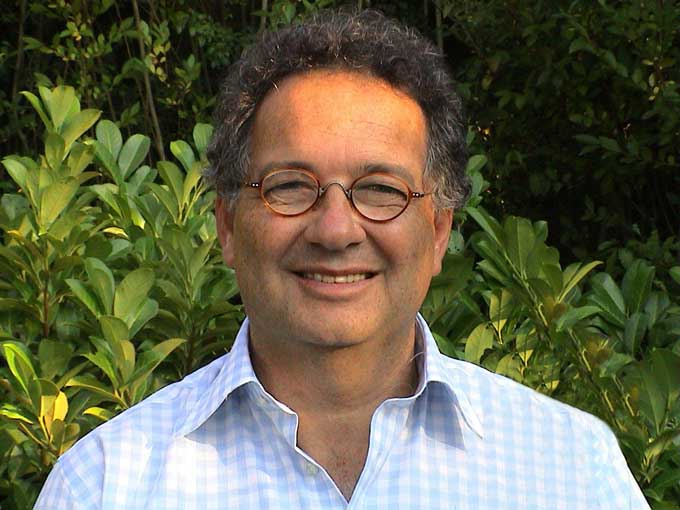
Juraj Galan

Juraj Galan (* 1952 in der Tschechoslowakei) ist ein Gitarrist des Modern Jazz und Arzt.

## Leben
Galan spielte ab dem 7. Lebensjahr Klavier und wechselte mit fünfzehn Jahren an die Gitarre. Seit 1968 lebt er in der Bundesrepublik Deutschland, wo er zunächst sein Abitur machte und in Rockgruppen spielte. Während seines Medizinstudiums trat er auch mit dem Flamencogitarristen Manolo Lohnes und mit der Fusion-Gruppe „Virgo“ um Henryk Darlowski und mit Jazzmusikern wie Wilson de Oliveira, Rachel Gould oder Dom Um Romao auf. Von 1980 bis 1986 spielte er im Duo mit dem Sänger Bill Ramsey. Ihr Album „Live im Unterhaus“ wurde mit dem Preis der deutschen Schallplattenkritik ausgezeichnet. Besondere Beachtung fand sein Spiel auf einer siebensaitigen Gitarre, das er als einer der ersten in Europa praktizierte. Gemeinsam mit dem Bassisten Norbert Dömling gründete er ein Duo (CD „Playing for Love“ bei der audiophilen Schallplattenfirma Jeton), das sich gelegentlich mit Billy Cobham und Leszek Zadlo oder Tony Lakatos und Kuno Schmid erweiterte und Platten aufnahm („Cargo“ mit Billy Cobham in Österreich). Anfang der 1990er Jahre war er mit dem Sänger Knut Kiesewetter unterwegs, aber auch mit dem Trio „Jazz Meets Tango“ mit dem Bandoneon Spieler Juan José Mosalini. Er spielte weiterhin mit Sylvia Anders und bei zahlreichen Plattenaufnahme, u. a. von Reinhard Mey.
Galan praktiziert als Internist, Hausarzt und Diabetologe in Mainz. Er ist der stellvertretende Vorsitzende des Berufsverbandes Deutscher Internisten, Rheinland-Pfalz.

## Lexigraphische Einträge
- Martin Kunzler: Jazz-Lexikon. Band 1: A–L (= rororo-Sachbuch. Bd. 16512). 2. Auflage. Rowohlt, Reinbek bei Hamburg 2004, ISBN 3-499-16512-0.
- Alexander Schmitz, Das Gitarrenbuch. Krueger W.; (1983) ISBN 3-8105-1805-0 ISBN 978-3-8105-1805-7.